# نساء وذئاب (فلم)
نساء وذئاب هو فيلم مصري عرض عام 1960، بطولة هند رستم وعماد حمدي، ومن إخراج حسام الدين مصطفى.

## قصة الفيلم
مسعدة فلاحة طيبة، تعرضت للاستغلال الجنسي وباتت حامل. أرادت أن تتخلص من العار، فألقت بالطفل في الحقل وسمعت عواء ذئب فتحركت الأمومة في أعماقها وعادت لتأخذه لكنها لم تعثر عليه، وبعد سنوات يقع المجرم تحت رحمة مسعدة من جديد وقد أصبح اسمها لوليتا، التي تتعرف على شاب وسيم هو ابن من استغلها جنسيًا.

## طاقم التمثيل
- هند رستم: (مسعدة / لوليتا)
- عماد حمدي: (د. عادل)
- حسن يوسف: (محسن)
- قدرية كامل: (أم جابر)
- ناهد سمير
- علي كامل
- عبد المنعم إسماعيل: (المعلم حنفي)
- عبد الحميد بدوي: (سمسار نساء)
- حسين إسماعيل
- بدر نوفل: (جابر القواد)
- ليلى صادق: (بنت د عادل)
- سامية رشدي: (الأسطى سيدة)
- ياسمين
- فؤاد الألفي
- محمد حمدي: (زميل محسن)
- إبراهيم حشمت: (كبير الاطباء)
- عدوي غيث
- سميرة محمد
- زكي محمد حسن: (من رواد الكباريه)
- عمر عفيفي

## فريق العمل
- إخراج: حسام الدين مصطفى
- قصة وحوار: أمين يوسف غراب
- سيناريو: محمد أبو يوسف
- مدير التصوير: محمد عبد العظيم
- مونتاج: حسين عفيفي
- إنتاج: أفلام الاتحاد (عباس حلمى)
- توزيع: الشرق لتوزيع الأفلام

## أغاني الفيلم
- باي باي، تأليف: فتحي قورة، ألحان: عطية شرارة
- تسأل علينا ليه، تأليف: فتحي قورة، ألحان: علي إسماعيل